# Frank Cooper
Frank Cooper (Akkrum, 23 oktober 1843 – New Rochelle, 31 december 1904) was een Amerikaanse zakenman, ondernemer en filantroop van Nederlandse origine.

## Leven en werk
Cooper werd in 1843 in Akkrum geboren als Folkert Harmens Kuipers, zoon van de kuiper Willem Harmens Kuipers en Ytje Rommerts de Vries. Kuipers vertrok op jonge leeftijd naar de Verenigde Staten van Amerika om daar zijn geluk te beproeven. Hij veranderde zijn naam in Frank Harmon Cooper. Hij trouwde er met de uit Zeeland afkomstige Antonetta Gerrardina (Netty) de Graaff (1846-1879). Uit hun huwelijk werden vier zonen en een dochter geboren. Cooper en zijn vrouw namen een manufacturierszaak in Toledo (Ohio) over. Zijn vrouw overleed op jonge leeftijd in 1879. Cooper is na het overlijden van zijn eerste vrouw tweemaal hertrouwd, eerst met Imogene Berkeley op  2 november 1882. Na hun scheiding hertrouwde hij op 14 augustus 1888 met Winnefred Barry.
Cooper stichtte een nieuwe zaak in Peoria. Toen zijn zaak zich voorspoedig ontwikkelde sloot hij een compagnonschap met de fabrikant Henry Siegel. In 1887 stichtten zij een warenhuis in Chicago. Nadat hun pand door brand was verwoest zagen zij kans op een gunstige locatie een nieuw winkelpand te bouwen, dat werd omschreven als "one of the most remarkable buildings in the world". In 1896 bouwde Siegel & Cooper een warenhuis in New York, dat in die tijd het grootste warenhuis van de wereld was, een 'wereldbazaar'.
Cooper onderhield een warme band met zijn geboorteplaats. Vanwege de armoedige omstandigheden waarin ouderen in die tijd in Akkrum leefden besloot hij een woonvoorziening voor bejaarden te stichten, de Coopersburg. In 1900 werd de eerste steen van het complex gelegd. In 1901 werd de Coopersburg geopend. Bewoners werden vrijgesteld van het betalen van huur en ontvingen een wekelijkse toelage.
Cooper overleed op 31 december 1904 ten huize van zijn oudste zoon. De stoffelijke resten van hem en van zijn eerste vrouw werden in februari 1907 bijgezet in het mausoleum bij de Coopersburg in Akkrum. Dit mausoleum werd in opdracht van hun kinderen ontworpen en gebouwd door de beeldhouwer Johan Schröder.

## Varia
- In 2018 werd in Leeuwarden een plaquette onthuld als herinnering aan het feit dat hij voor zijn vertrek naar Amerika enkele jaren in Leeuwarden had gewerkt.[5]
- In 2018 werd in Akkrum een replica van het warenhuis uit New York gebouwd in het kader van het project "Meet me at the fountain".

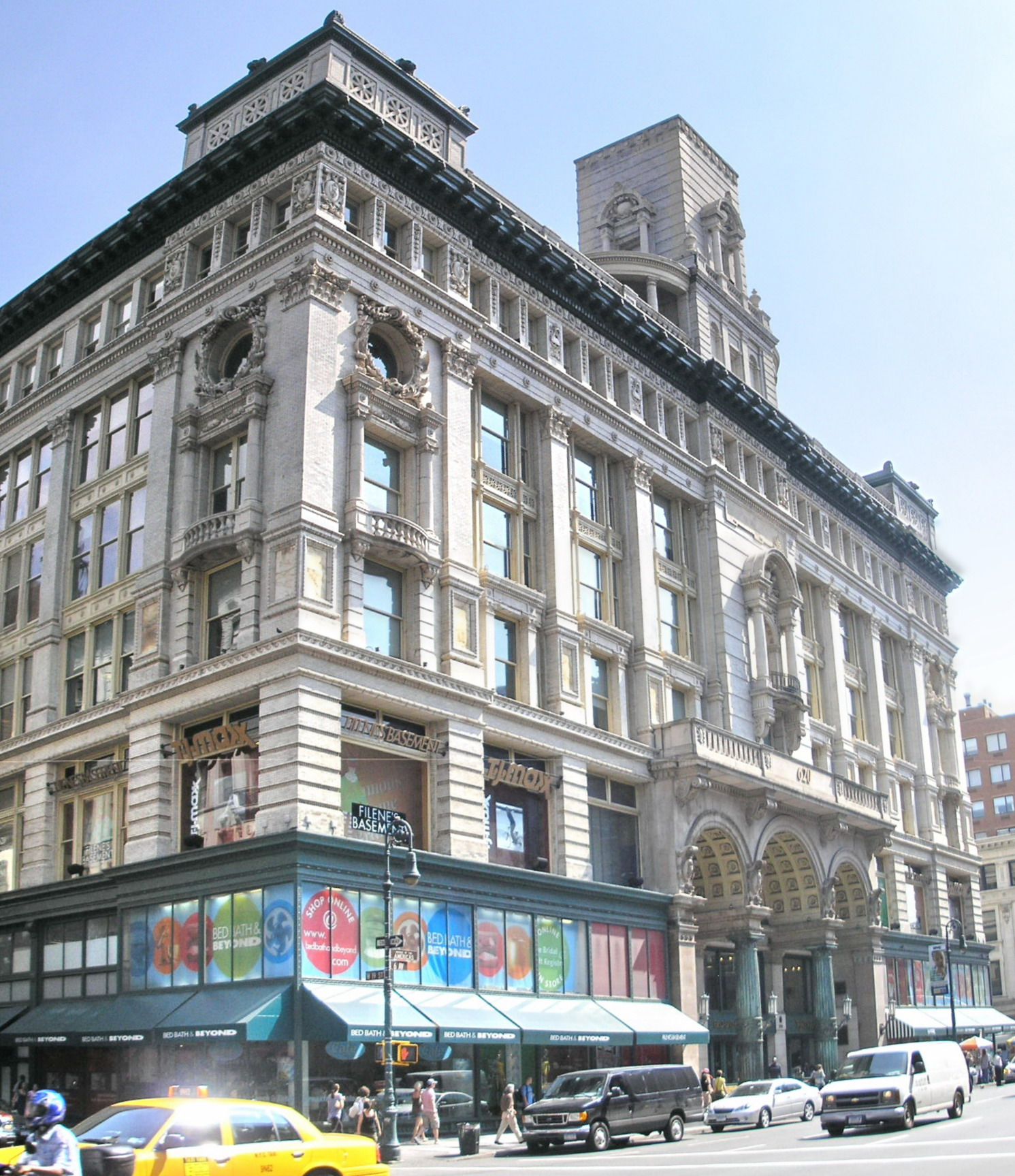
Het warenhuis van Siegel & Cooper in New York (anno 2007)
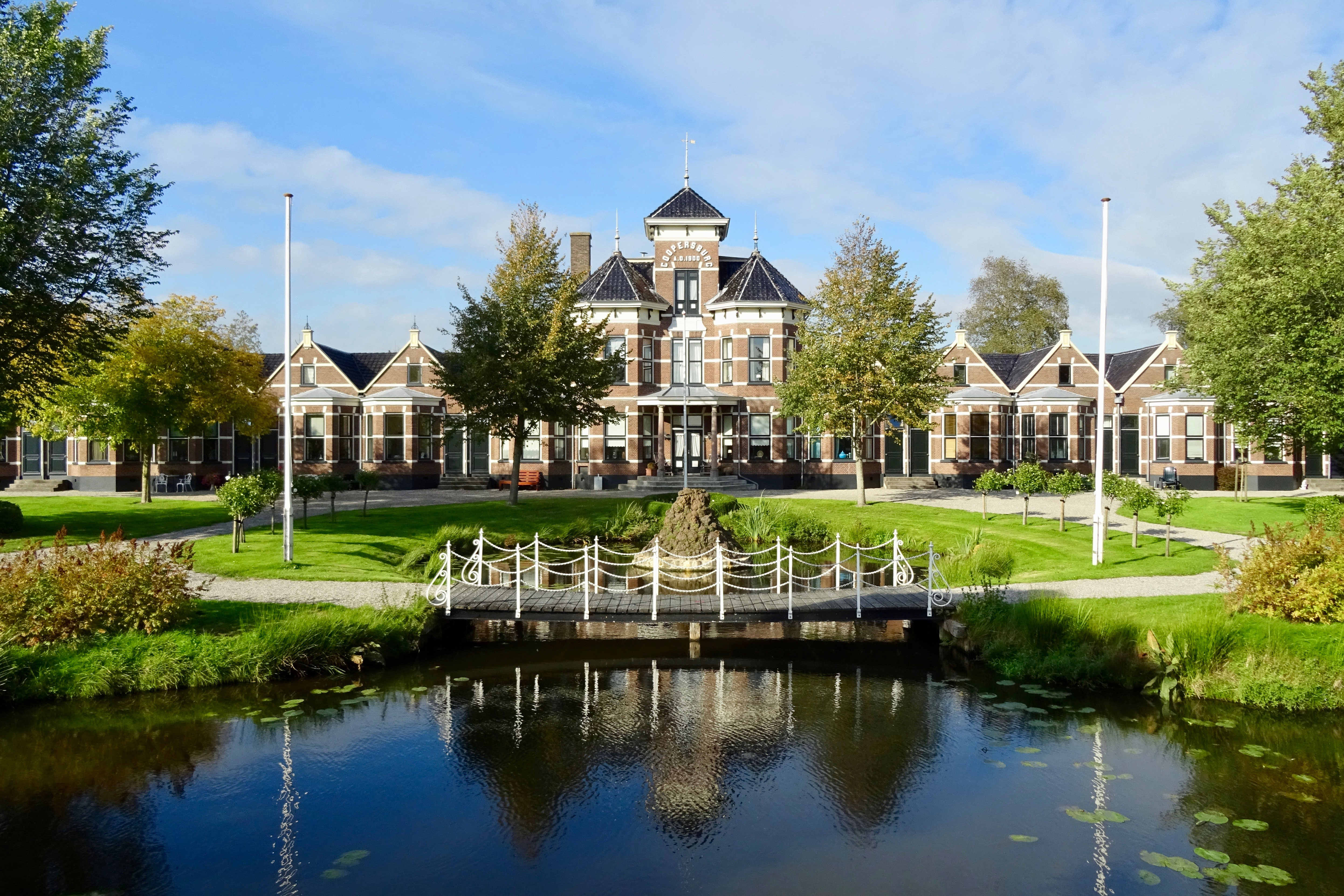
Coopersburg in Akkrum (anno 2018)
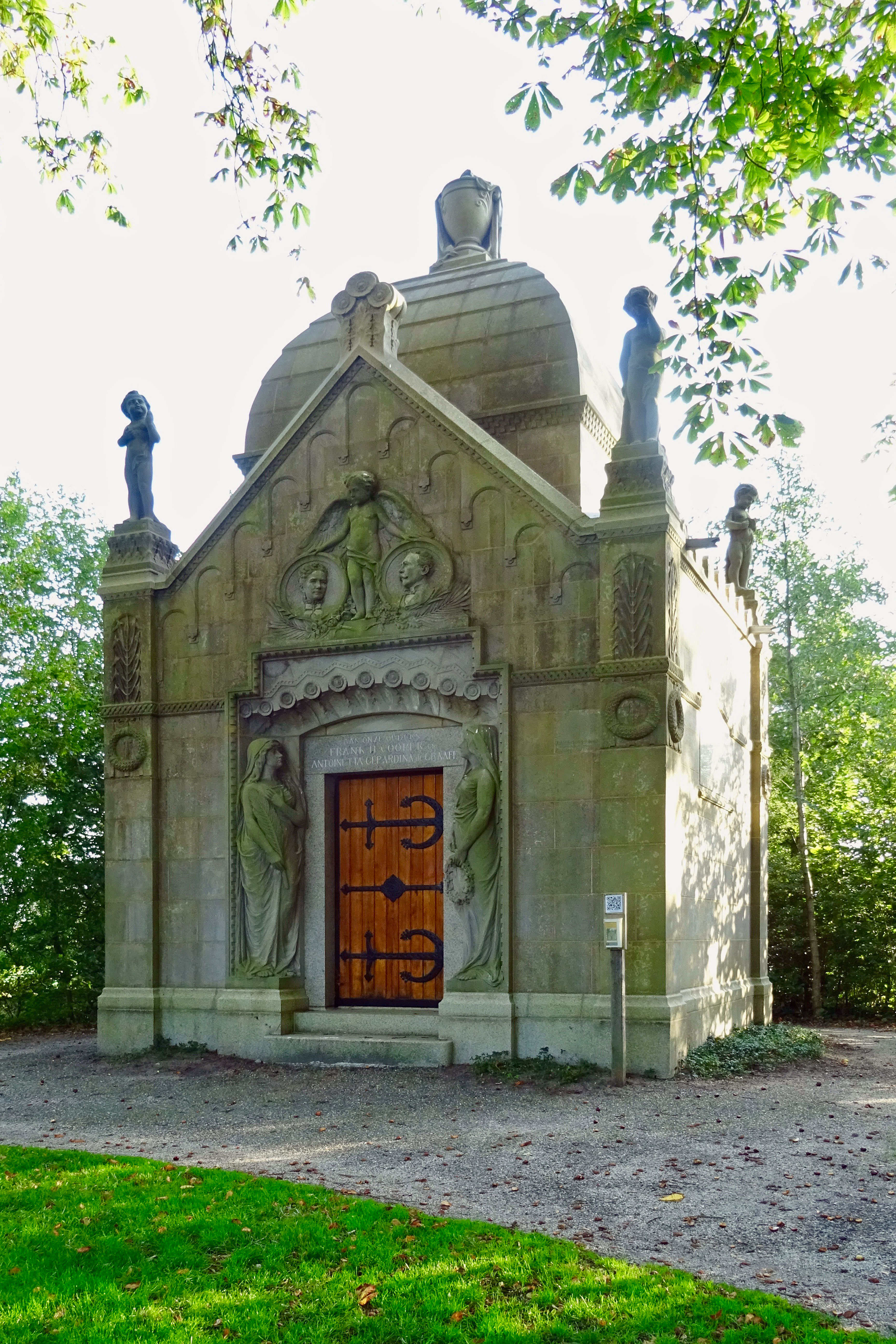
Het mausoleum bij de Coopersburg (anno 2018)